# Kabylnötväcka
Kabylnötväcka (Sitta ledanti) är en tätting inom familjen nötväckor. Fågeln som upptäcktes först 1975 häckar mycket lokalt i norra Algeriet i Afrika.

## Utseende

Kabylnötväckan är en liten nötväcka som mäter 11,5 till 12,5 cm med för familjen typisk kroppsform. Ryggen är ljust gråblå och undersidan ljust gråbeige eller ljust laxrosa. Strupen och övre delen av bröstet är vitt liksom undergumpen. Den har svart tygelstreck och vitt ögonbrynsstreck och hanen har svart framhjässa vilket honan saknar. Dock kan honan ha en mörkgrå ton framme på hjässan. Den är mycket lik korsikansk nötväcka (S. whiteheadi), men denna har helsvart hjässa.

## Läten
Sången består av ett upprepat nasalt visslande eller flöjtande ljud med stigande tonhöjd och ett efterslag, ibland mer tvåstaviga drillar. Vid oro hörs sträva "schääh".

## Systematik och utbredning
Arten upptäcktes den 5 oktober 1975 av den belgiske ekologen och botanisten Jean-Paul Ledant i Djebel Babor i norra Algeriet och beskrevs vetenskapligt året därpå av Jacques Vielliard. Den 16 juni 1989 upptäcktes en ny häckningslokal i de östra delarna av Guerrouch-massivet i centrala delarna av Taza National Park i Algeriet och i juli 1990 hittades två separata populationer i skogsområden i Tamentout och Djimla.

Kabylnötväckans utbredningsområde.

Kabylnötväckan är Algeriets enda endemiska fågel och förekommer bara på fyra lokaler i områden med åldriga bergsskogar som alla finns på ett avstånd av 30 kilometer ifrån varandra och som avgränsas av för arten icke häckningsdugliga biotoper. Arten är nära besläktad med korsikansk nötväcka (S. whiteheadi) och turknötväcka (S. krueperi).

## Ekologi
Kabylnötväckan häckar i ekskog på 350 till 1120 meters höjd, och i blandskog med trädslag som ek, lönn, poppel och barrträd på cirka 2000 meters höjd. Arten häckar från maj till juni beroende på väder och möjligen tillgång på föda. Man vet att häckningssäsongen avslutas i slutet av juni i Taza National Park. Den häckar i trädhålor som ofta sitter 3 till 15 meter över marken i döda furor, men även i ceder och ek. Den äter insekter och spindlar, och på vintern frön och nötter. Den har för vana att gömma undan frön och nötter i "skafferier".

## Status och hot
Man tror att det kanske inte finns mer än 1000 vuxna individer av kabylnötväckan i världen. Eftersom populationen är liten och utbredningsområdet mycket lokalt kategoriseras den av IUCN som starkt hotad (EN) och ett av de största hoten är habitatförstörelse.

## Namn
Sitt vetenskapliga artnamn har den fått av Jean-Paul Ledant som upptäckte arten 1975. Det svenska artnamnet kommer av Kabylien, en historisk algerisk provins som bebos av kabyler, en amazighisk folkgrupp.